# Năng lượng sinh học

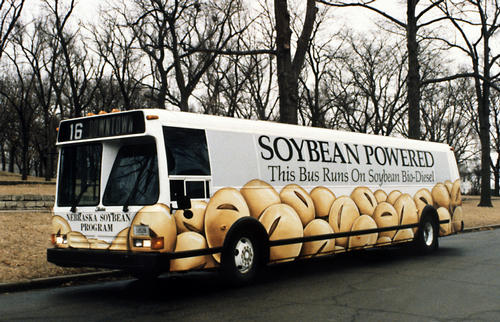
A bus fueled by biodiesel

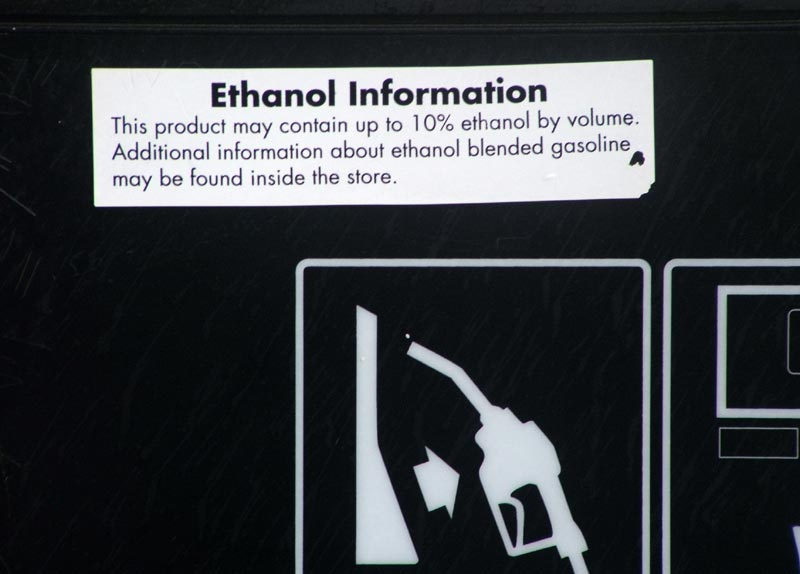
Information on pump regarding ethanol fuel blend up to 10%, California

Nhiên liệu sinh học là một loại nhiên liệu được hình thành thông qua các quá trình sinh học hiện đại, như nông nghiệp và bể tự hoại, thay vì nhiên liệu được tạo ra bởi quá trình địa chất hình thành nên những nhiên liệu hóa thạch, chẳng hạn như than đá và dầu mỏ, từ những vật chất sinh học thời tiền sử.
Nhiên liệu sinh học có thể được lấy trực tiếp từ thực vật hoặc gián tiếp từ chất thải nông nghiệp, thương mại, chất thải hộ gia đình hoặc công nghiệp.
Nhiên liệu sinh học tái tạo thường liên quan đồng thời cố định cacbon, chẳng hạn như những chất xảy ra trong thực vật hoặc vi tảo thông qua quá trình quang hợp. Các nhiên liệu sinh học tái tạo khác được thực hiện thông qua việc sử dụng hoặc chuyển đổi sinh khối (liên quan đến các sinh vật sống, thường đề cập đến thực vật hoặc các nguyên liệu có nguồn gốc từ thực vật). Sinh khối này có thể được chuyển đổi thành các chất có chứa năng lượng thuận tiện theo ba cách khác nhau: chuyển đổi nhiệt, chuyển đổi hóa học và chuyển hóa sinh hóa. Việc chuyển đổi sinh khối này có thể dẫn đến việc hình thành nhiên liệu ở dạng rắn, lỏng hoặc khí. Sinh khối mới này cũng có thể được sử dụng trực tiếp cho nhiên liệu sinh học.
Nhiên liệu etanol là một loại rượu được làm bằng quá trình lên men, chủ yếu là từ carbohydrates được sản xuất trong đường hoặc tinh bột các loại cây trồng như ngô, mía, or cao lương. Cellulose, có nguồn gốc từ các nguồn phi thực phẩm, như cây và cỏ, cũng đang được phát triển như là nguyên liệu cho việc sản xuất ethanol. Ethanol có thể được sử dụng làm nhiên liệu cho các loại phương tiện ở dạng nguyên chất, nhưng nó thường được sử dụng như là chất phụ gia cho xăng để tăng chỉ số octan và cải thiện lượng khí thải xe. Nhiên liệu etanol sinh học được sử dụng rộng rãi ở Hoa Kỳ và Brazil.
diesel sinh học có thể được sử dụng làm nhiên liệu cho các loại phương tiện ở dạng nguyên chất của nó, nhưng nó thường được sử dụng làm phụ gia diesel thêm vào để giảm mức hạt phân tán, carbon monoxit và hydrocarbon từ các loại xe chạy bằng diesel. Dầu diesel sinh học được sản xuất từ dầu hoặc chất béo qua sử dụng transesterification và là nhiên liệu sinh học phổ biến nhất ở châu Âu.
Năm 2010, sản lượng nhiên liệu sinh học trên toàn thế giới đạt 105 tỷ lít (28 tỷ gallon Mỹ), tăng 17% so với năm 2009, và nhiên liệu sinh học cung cấp 2,7% nhiên liệu cho vận tải đường bộ của thế giới. Sản lượng nhiên liệu ethanol trên toàn cầu đạt 86 tỷ lít (23 tỷ gallon Mỹ) trong năm 2010, với Hòa Kỳ và Brazil là những nước sản xuất đứng hàng đầu thế giới, cùng nhau chiếm khoảng 90% sản lượng toàn cầu. Nhà sản xuất diesel sinh học lớn nhất thế giới là Liên minh Châu Âu, chiếm khoảng 53% tổng sản lượng diesel sinh học trọng năm 2010. As of 2011, mandates for blending biofuels exist in 31 countries at the national level and in 29 states or provinces. The International Energy Agency has a goal for biofuels to meet more than a quarter of world demand for transportation fuels by 2050 to reduce dependence on petroleum and coal. The production of biofuels also led into a flourishing automotive industry, where by 2010, 79% of all cars produced in Brazil were made with a hybrid fuel system of bioethanol and gasoline.
Có khá nhiều vấn đề về xã hội, kinh tế, môi trường và công nghệ liên quan đến việc sản xuất và sử dụng nhiên liệu sinh học, những vấn đề trên đã được tranh luận trong các tạp chí khoa học và truyền thông phổ biến.

## Các thế hệ

### Thế hệ đầu tiên của năng lượng sinh học
"Nhiên liệu sinh học thế hệ thứ nhất" hoặc nhiên liệu sinh học thông thường là nhiên liệu sinh học được làm từ cây lương thực trồng trên đất canh tác. Với thế hệ sản xuất nhiên liệu sinh học này, cây lương thực được trồng với mục đích sản xuất nhiên liệu, và không được sử dụng với bất kỳ mục đích nào khác. Đường, tinh bột hoặc dầu thực vật thu được từ các loại cây trồng được chuyển đổi thành dầu diesel sinh học hoặc ethanol, sử dụng quá trình este hóa hoặc lên men bằng nấm men.

### Nhiên liệu sinh học thế hệ thứ hai
Nhiên liệu sinh học thế hệ thứ hai là nhiên liệu được sản xuất từ nhiều loại sinh khối. Sinh khối là một thuật ngữ rộng có nghĩa là bất kỳ nguồn cacbon hữu cơ nào được tạo mới nhanh chóng như một phần của chu trình cacbon. Sinh khối có nguồn gốc từ nguyên liệu thực vật, nhưng cũng có thể bao gồm vật liệu động vật.
Trong khi các nhiên liệu sinh học thế hệ đầu được tạo ra từ [cây] và dầu thực vật được tìm thấy trong các loại cây trồng, nhiên liệu sinh học thế hệ thứ hai được làm từ sinh khối licno xenluloza hoặc cây gỗ, dư lượng nông nghiệp hoặc chất thải thực vật (từ cây lương thực nhưng họ đã hoàn thành mục đích về thực phẩm của họ).. Nguyên liệu được sử dụng để tạo ra nhiên liệu sinh học thế hệ thứ hai phát triển trên những vùng đất không thể sử dụng để trồng thực phẩm một cách hiệu quả và sự phát triển của chúng không cần tiêu thụ nhiều nước hay phân bón. Các nguồn nguyên liệu bao gồm cỏ, cây jatropha và các loại cây trồng khác, dầu thực vật thải, chất thải rắn đô thị và vv..
Điều này có cả ưu điểm và nhược điểm. Ưu điểm là, không giống như các loại cây lương thực thông thường, không có đất canh tác nào được sử dụng chỉ để sản xuất nhiên liệu. Những bất lợi là không giống như với các loại cây lương thực thông thường, khá khó khăn để trích xuất nhiên liệu từ loại này. Ví dụ, một loạt các phương pháp điều trị vật lý và hóa học có thể được yêu cầu để chuyển đổi sinh khối licno xenluloza thành nhiên liệu lỏng thích hợp cho giao thông vận tải.

### Nhiên liệu sinh học thế hệ thứ ba
Từ năm 1978 đến năm 1996, US NREL đã thử nghiệm sử dụng tảo làm nguồn nhiên liệu sinh học trong "Chương trình loài thủy sinh". Một bài báo tự xuất bản của Michael Briggs, tại UNH Nhóm nhiên liệu sinh học, đã đưa ra các ước tính cho việc thay thế tất cả các loại nhiên liệu mô tô bằng nhiên liệu sinh học thông qua cách sử dụng tảo tự nhiên với hàm lượng dầu lớn hơn 50%, mà Briggs gợi ý có thể được trồng trên các ao tảo tại các nhà máy Xử lý nước thải. Loại tảo giàu dầu này sau đó có thể chiết xuất từ hệ thống và chế biến thành nhiên liệu sinh học, với phần còn lại được sấy khô và tiếp tục tái chế để tạo ra ethanol. Việc sản xuất tảo để thu hoạch dầu cho nhiên liệu sinh học vẫn chưa được thực hiện trên quy mô thương mại, nhưng những nghiên cứu khả thi đã được tiến hành và cho thấy có thể đạt trên sản lượng đã ước tính. Ngoài năng suất cao, nuôi trồng thủy sản-không giống như các loại nhiên liệu sinh học dựa trên trồng trọt - không bắt buộc phải giảm sản lượng lương thực, vì nó không đòi hỏi cả đất nông nghiệp và nước sạchNhiều công ty đang theo đuổi các lò phản ứng sinh học tảo cho các mục đích khác nhau, bao gồm cả việc mở rộng quy mô sản xuất nhiên liệu sinh học cho mục đích thương mại.Giáo sư Rodrigo E. Teixeira từ Đại học Alabama ở Huntsville đã chứng minh việc khai thác các chất béo sinh học từ tảo ướt bằng việc sử dụng phản ứng đơn giản và mang tính kinh tế trong chất lỏng ion. Prof. Rodrigo E. Teixeira from the University of Alabama in Huntsville demonstrated the extraction of biofuels lipids from wet algae using a simple and economical reaction in ionic liquids.

### Nhiên liệu sinh học thế hệ thứ tư
Tương tự như nhiên liệu sinh học thế hệ thứ ba, nhiên liệu sinh học thế hệ thứ tư được tạo thành bằng cách sử dụng đất không canh tác được. Tuy nhiên, không giống như nhiên liệu sinh học thế hệ thứ ba, chúng không yêu cầu tiêu hủy sinh khối. Lớp nhiên liệu sinh học này bao gồm electrofuels and photobiological solar fuels. Một số nhiên liệu này là carbon trung tính. Việc chuyển đổi dầu thô từ hạt giống cây trồng thành nhiên liệu hữu ích được gọi là Sự chuyển hóa.

## Các loại nhiên liệu sinh học
Các nhiên liệu sau đây có thể được sản xuất bằng cách sử dụng quy trình sản xuất nhiên liệu sinh học thế hệ thứ nhất, thứ hai, thứ ba hoặc thứ tư. Hầu hết chúng thậm chí có thể được sản xuất bằng cách sử dụng hai hoặc ba quy trình sản xuất nhiên liệu sinh học khác nhau.

### Ethanol

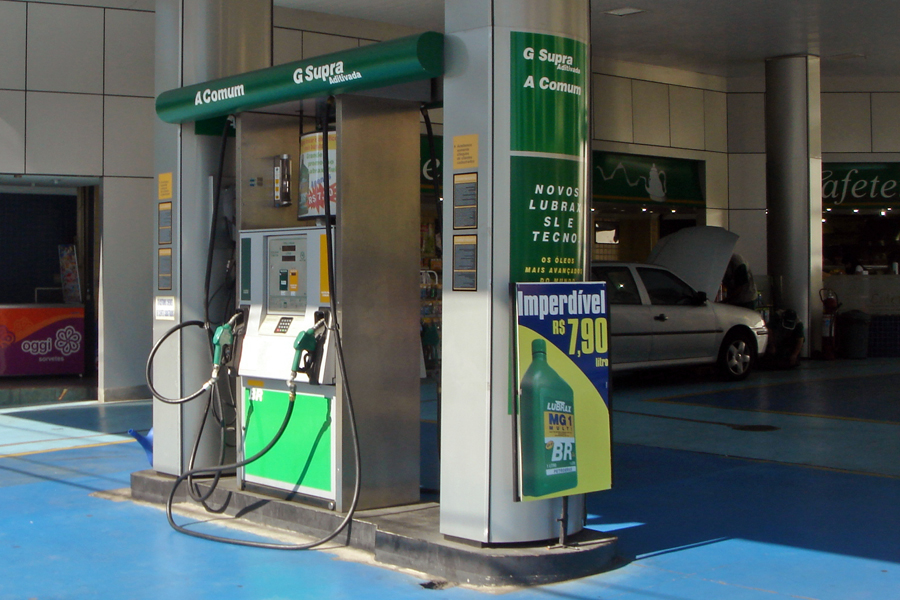
Neat ethanol on the left (A), gasoline on the right (G) at a filling station in Brazil

Sản xuất rượu sinh học, phổ biến nhất là ethanol, và ít phổ biến hơn là propanol và butanol,được tạo ra bởi tác động của [[vi sinh vật] ] và enzyme thông qua quá trình lên men của đường hoặc tinh bột (dễ nhất),hoặc cellulose (khó hơn).Biobutanol (còn gọi là biogasoline) thường được cho là cung cấp thay thế trực tiếp cho xăng, vì nó có thể được sử dụng trực tiếp trong động cơ xăng.

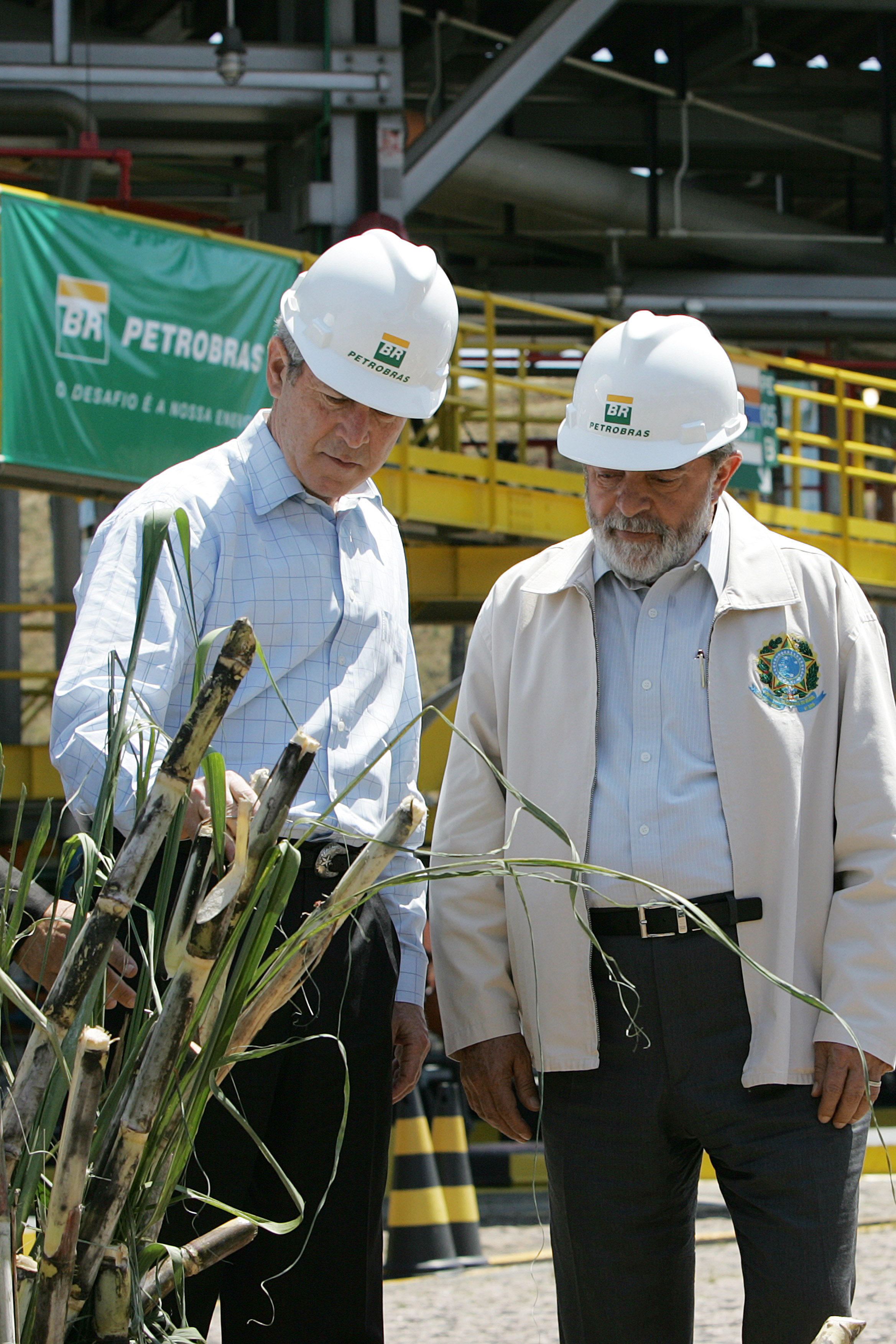
U.S. President George W. Bush looks at sugar cane, a source of biofuel, with Brazilian President Luiz Inácio Lula da Silva during a tour on biofuel technology at Petrobras in São Paulo, Brazil, ngày 9 tháng 3 năm 2007.

nhiên liệu Ethanol là nhiên liệu sinh học phổ biến nhất trên toàn thế giới, đặc biệt là năng lượng ethanol ở Brazil. Nhiên liệu cồn được sản xuất bằng cách lên men đường có nguồn gốc từ lúa mì, Ngô bắp, củ cải đường, mía, mật đường và bất kỳ đường hoặc tinh bột nào từ đó có thể tạo ra đồ uống có cồn như rượu whiskey, (chẳng hạn như khoai tây và trái cây, vv). Các phương pháp sản xuất ethanol thường được sử dụng là tiêu hóa enzyme (để giải phóng đường từ tinh bột đã được lưu trữ), lên men đường, chưng cất và sấy khô. Quá trình chưng cất đòi hỏi một lượng lớn năng lượng nhiệt đáng kể ở đầu vào (đôi khi nhiên liệu tự nhiên năng lượng hóa thạch không bền vững, ngược lại sinh khối xenlulô như bã mía, chất thải còn sót lại sau khi ép mía được chiết xuất nước ép, là nhiên liệu phổ biến nhất ở Brazil, trong khi bột viên, dăm gỗ và nhiệt thải cũng phổ biến hơn ở châu Âu)) Nhà máy sản xuất ethanol bằng nhiên liệu hơi nước – nơi nhiệt thải từ các nhà máy cũng được sử dụng trong mạng lưới làm nóng.
Ethanol có thể được sử dụng trong động cơ xăng như là một sự thay thế xăng; nó có thể được trộn với xăng với bất kỳ tỷ lệ phần trăm nào. Hầu hết các động cơ xăng xe hiện tại có thể chạy vớihỗn hợp nhiên liệu lên đến 15% ethanol sinh học với xăng dầu. Ethanol có mật độ năng lượng nhỏ hơn so với xăng; điều này có nghĩa là phải mất nhiều nhiên liệu hơn (dung tích và khối lượng) để tạo ra cùng một lượng động năng. Một lợi thế của ethanol (CH
3CH
2OH) là nó có chỉ số octane cao hơn so với xăng không có ethanol hiện có ở các trạm xăng trên đường, cho phép tăng tỷ lệ nén của động cơ để tăng hiệu suất nhiệt. Ở các địa điểm có độ cao (không khí loãng), một số tiểu bang chỉ định một hỗn hợp xăng và ethanol vào mùa đông oxy hóa để giảm lượng khí thải gây ô nhiễm không khí.
Ethanol cũng được sử dụng để đốt các lò sưởi ethanol sinh học. Vì nó không yêu cầu phải có ống khói, lò sưởi ethanol sinh học là cực kỳ hữu ích cho những ngôi nhà và căn hộ mới xây mà không có ống khói.Nhược điểm đối với các lò sưởi này là đầu ra nhiệt của chúng hơi nhỏ hơn nhiệt điện hoặc khí cháy, và các biện pháp phòng ngừa phải được thực hiện để tránh ngộ độc carbon monoxide.
Ngô-thành-ethanol và các thực phẩm dự trữ khác đã dẫn đến sự phát triển của ethanol từ rơm rạ. Theo một chương trình nghiên cứu chung được tiến hành thông qua Bộ Năng lượng Hoa Kỳ, the fossil energy ratios (FER) for cellulosic ethanol, corn ethanol, and gasoline are 10.3, 1.36, and 0.81, respectively.
Ethanol có hàm lượng năng lượng thấp hơn một phần ba so với xăng trên cùng một đơn vị thể tích. Điều này một phần bị mất tác dụng bởi hiệu suất tốt hơn khi sử dụng ethanol (trong một thử nghiệm dài hạn hơn 2,1 triệu km, dự án BEST đã tìm thấy xe FFV tiết kiệm năng lượng hơn 1–26% so với xe xăng, nhưng mức tiêu thụ thể tích tăng lên khoảng 30%, vì vậy cần phải có nhiều trạm tiếp nhiên liệu hơn).
Với trợ cấp hiện tại, nhiên liệu ethanol rẻ hơn một chút cho mỗi khoảng cách di chuyển tại Hoa Kỳ.

### Dầu diesel sinh học
Biodiesel là nhiên liệu sinh học phổ biến nhất ở châu Âu. Nó được sản xuất từ dầu hoặc chất béo đã qua sử dụng Sự chuyển hóa và là một chất lỏng tương tự trong chế phẩm để tạo thành như khoáng thạch diesel. Về mặt hóa học, nó bao gồm chủ yếu là các axit béo metyl (hoặc etyl) este (FAME). Nguyên liệu cho dầu diesel sinh học bao gồm mỡ động vật, dầu thực vật, đậu nành, hạt cải dầu, Mè, mahua, mù tạt, lanh, hướng dương, dầu cọ, gai, pennycress field, 'Pongamia pinnata' 'và rong. Dầu diesel sinh học nguyên chất (B100, còn được gọi là dầu diesel sinh học dạng "tối giản") hiện đang giảm lượng khí thải tới 60% so với diesel thế hệ thứ hai B100.

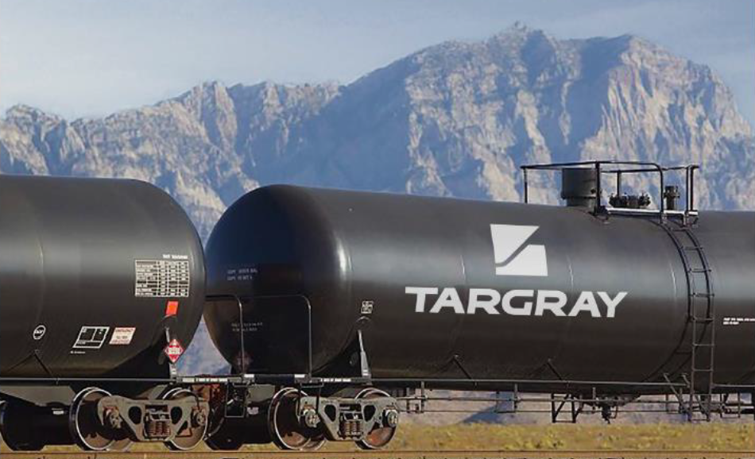
Targray bộ phận nhiên liệu sinh học vận chuyển dầu diesel.

Dầu diesel sinh học có thể được sử dụng trong bất kỳ động cơ diesel khi trộn với bất kì dầu diesel dạng khoáng. Ở một số quốc gia, nhà sản xuất bảo toàn động cơ diesel của họ để sử dụng B100, mặc dù Volkswagen của Đức, yêu cầu người lái xe kiểm tra qua điện thoại với bộ phận dịch vụ môi trường của VW trước khi chuyển sang B100 <! - - (Xem sử dụng dầu diesel sinh học) ->. B100 có thể trở nên nhớt ở nhiệt độ thấp hơn, tùy thuộc vào nguyên liệu được sử dụng. Trong hầu hết các trường hợp, dầu diesel sinh học tương thích với động cơ diesel từ năm 1994 trở đi, sử dụng 'Viton' (DuPont) cao su tổng hợp trong các hệ thống nhiên liệu cơ khí. Tuy nhiên, lưu ý rằng không có phương tiện nào được chứng nhận sử dụng dầu diesel sinh học nguyên chất trước năm 2014 vì không có giao thức kiểm soát khí do thải cho dầu diesel sinh học trước khoảng thời gian.
Các hệ thống 'rào chắn chung' và 'bộ phun theo đơn vị được điều khiển bằng điện tử từ cuối những năm 1990 trở đi chỉ có thể sử dụng dầu diesel sinh học được pha trộn với nhiên liệu diesel thông thường. Những động cơ này có hệ thống phun nhiều giai đoạn và được phun nhiều lần và hệ thống này rất nhạy cảm với độ nhớt của nhiên liệu. Nhiều động cơ diesel thế hệ hiện tại được chế tạo để chúng có thể chạy trên B100 mà không thay đổi động cơ, mặc dù điều này phụ thuộc vào nhiên liệu thiết kế.
Từ khi dầu diesel sinh học là một [dung môi] hữu hiệu và làm sạch các chất cặn lắng bằng dầu khoáng, bộ lọc động cơ có thể cần phải được thay thế thường xuyên hơn, vì nhiên liệu sinh học hòa tan các cặn lắng cũ trong bình nhiên liệu và đường ống. Nhiên liệu này cũng có hiệu quả làm sạch động cơ buồng đốt lớp carbon lắng đọng, giúp duy trì hiệu quả động cơ. Ở nhiều nước châu Âu, hỗn hợp dầu diesel sinh học 5% được sử dụng rộng rãi và có sẵn tại hàng ngàn trạm xăng.. Dầu diesel sinh học cũng là một dạng nhiên liệu oxy hóa, có nghĩa là dạng nhiên lieu chứa thành phần giảm lượng carbon và tăng hàm lượng hàm lượng hydro và oxy cao hơn so với diesel hóa thạch. Điều này cải thiện đốt dầu diesel sinh học và giảm lượng phát thải hạt từ cacbon không cháy. Tuy nhiên, việc sử dụng dầu diesel sinh học nguyên chất có thể làm tăng khí thải NO x-Sự tỏa ra
Dầu diesel sinh học cũng an toàn để xử lý và vận chuyển vì nó không độc hại và có thể phân hủy, và điểm bắt cháy cao khoảng 300 °F (148 °C) so với nhiên liệu diesel dầu mỏ, có điểm bắt cháy là 125 °F (52 °C).
Tại Mỹ, hơn 80% xe tải dung trong thương mại và xe buýt trong thành phố chạy bằng dầu diesel. Thị trường dầu diesel sinh học mới nổi của Mỹ được ước tính đã tăng 200% từ năm 2004 đến năm 2005.."By the end of 2006 biodiesel production was estimated to increase fourfold [from 2004] to more than" 1 tỷ galông Mỹ (3.800.000 m3).
Tại Pháp, dầu diesel sinh học được kết hợp với tỷ lệ 8% trong nhiên liệu được sử dụng bởi tất cả các loại xe diesel của Pháp.. Avril Group produces under the brand Diester, a fifth of 11 million tons of biodiesel consumed annually by the European Union. It is the leading European producer of biodiesel.

### Các loại nhiên liệu sinh học khác
Methanol hiện được sản xuất từ khí tự nhiên,một loại nhiên liệu hóa thạch [không thể tái tạo]. Trong tương lai người ta hy vọng loại nhiên liệu này sẽ được sản xuất từ sinh khối như Methanol sinh học. Phương án này khả thi về mặt kỹ thuật, nhưng việc sản xuất hiện đang bị trì hoãn vì lo ngại khả năng kinh tế chưa được xử lý bởi Jacob S. Gibbs và Brinsley Coleberd.. Nền sản xuất methanol là một sự thay thế cho nền sản xuất hydro, so với sản xuất hydro ngày nay từ khí tự nhiên.
Butanol (C
4H
9OH) được hình thành bởi sự lên men ABE (acetone, butanol, ethanol) và các thay đổi thử nghiệm của quy trình cho thấy khả năng cao năng lượng thuần với butanol là sản phẩm lỏng duy nhất. Butanol sẽ tạo ra nhiều năng lượng hơn và được quả quyết rằng có thể bị đốt cháy "thẳng" trong các động cơ xăng hiện tại (nếu ko sửa đổi động cơ hoặc ô tô)),. và ít bị ăn mòn và ít tan trong nước hơn ethanol, và có thể được phân phối thông qua cơ sở hạ tầng hiện có. DuPont và BP đang hợp tác để cùng phát triển butanol. Các chủng 'Escherichia coli' 'cũng đã được chế tạo thành công để sản xuất butanol bằng cách thay đổi chuyển hóa amino acid..

### Dầu Diesel xanh
Dầu diesel xanh được sản xuất thông qua các nguyên liệu dầu sinh học chứa hydrocracking, chẳng hạn như dầu thực vật và chất béo động vật. Hydrocracking là phương pháp tinh chế sử dụng nhiệt độ và áp suất cao đồng thời có sự hỗ trợ của chất xúc tác để phá vỡ các phân tử lớn hơn, chẳng hạn như các phân tử được tìm thấy trong dầu thực vật, thành các chuỗi hydrocarbon ngắn hơn được sử dụng trong động cơ diesel. Nó cũng có thể được gọi là dầu diesel tái tạo, dầu thực vật hoặc diesel tái sinh có nguồn gốc từ hydro. Dầu diesel màu xanh có các tính chất hóa học giống như dầu diesel dựa trên dầu mỏ. Nó không yêu cầu phải có động cơ, đường ống hoặc cơ sở hạ tầng mới để phân phối và sử dụng, nhưng lại chưa được đầu tư sản xuất với chi phí cạnh tranh với xăng dầu Các phiên bản xăng khác cũng đang được phát triển. Dầu diesel xanh đang được phát triển ở Louisiana và Singapore bởi ConocoPhillips, Neste Oil, Valero, nhiên liệu động và Honeywell UOP cũng như Preem ở Gothenburg, Thụy Điển, tạo ra cái được gọi là cuộc cách mạng dầu diesel.

### Xăng sinh học
Năm 2013, các nhà nghiên cứu Anh đã phát triển một dòng biến đổi gen  E. coli , có thể biến đổi glucose thành xăng sinh học mà không cần phải pha trộn. Cuối năm 2013 UCLA các nhà nghiên cứu đã thiết kế một con đường trao đổi chất mới để vượt qua glycolysis và tăng tỷ lệ chuyển đổi đường thành nhiên liệu sinh học, trong khi các nhà nghiên cứu KAIST phát triển một chủng có khả năng tạo ra các chuỗi ngắn, các axit béo tự do, các este béo và rượu béo thông qua các protein béo (acyl carrier protein (ACP)) đến axit béo với đường dẫn acyl-CoA béo  in vivo . Người ta tin rằng trong tương lai nó sẽ có thể "tinh chỉnh" các gen để làm cho xăng từ rơm hoặc phân động vật.

### Dầu thực vật

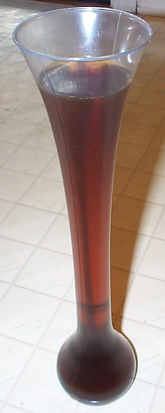
Filtered waste vegetable oil

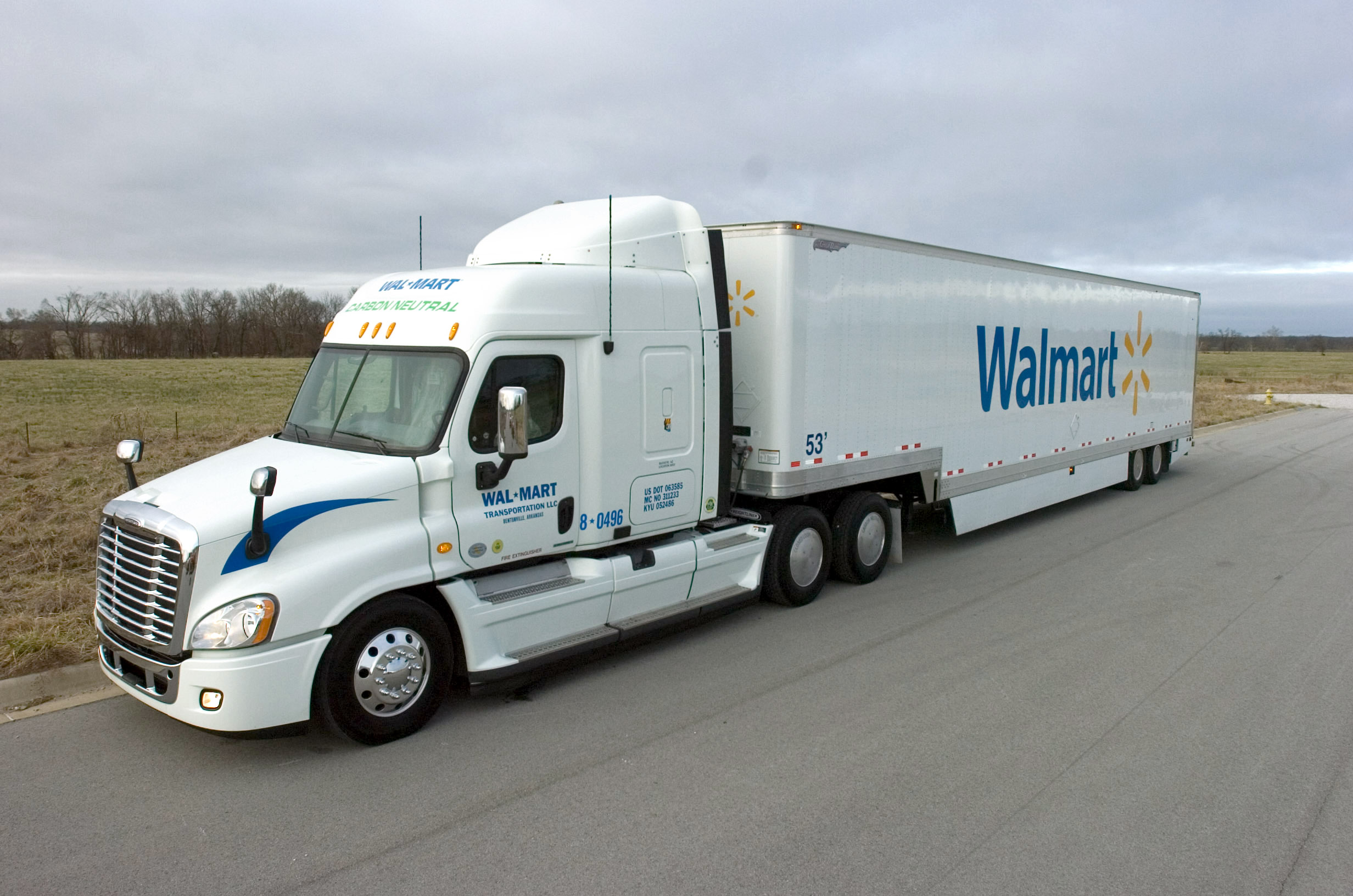
This truck is one of 15 based at Walmart's Buckeye, Arizona distribution center that was converted to run on a biofuel made from reclaimed cooking grease produced during food preparation at Walmart stores.

Ở trạng thái ban đầu chưa bị biến đổi còn có thể ăn được dầu thực vật thường không được sử dụng làm nhiên liệu, nhưng dầu có chất lượng thấp hơn đã được sử dụng cho mục đích này. Dầu thực vật đã qua sử dụng ngày càng được tận dụng để chế biến thành dầu diesel sinh học, hoặc (hiếm khi) được làm sạch bằng nước hoặc các loại hạt và sau đó được sử dụng làm nhiên liệu.
Với 100% diesel sinh học (B100), để đảm bảo kim phun nhiên liệu phun dầu thực vật theo đúng mẫu để đốt cháy hiệu quả, nhiên liệu dầu thực vật phải được làm nóng để giảm độ nhớt thành dầu diesel, bằng cuộn dây điện hoặc bộ trao đổi nhiệt. Điều này dễ dàng hơn trong vùng khí hậu ấm áp hoặc ôn đới. MAN B&W Diesel, Wärtsilä, và Deutz AG, cũng như một số công ty nhỏ hơn, chẳng hạn như Elsbett, cung cấp động cơ tương thích với dầu thực vật ở trạng thái ban đầu, mà không cần sửa đổi sau khi thị trường.
Dầu thực vật cũng có thể được sử dụng trong nhiều động cơ diesel đời cũ hơn mà không sử dụng hệ thống phun diesel điện tử, như là Hệ thống phun nhiên liệu trực tiếp hoặc kim phun đơn vị. Do thiết kế của buồng đốt trong động cơ phun gián tiếp, đây là những động cơ tốt nhất để sử dụng với dầu thực vật. Hệ thống này cho phép các phân tử dầu tương đối lớn có nhiều thời gian hơn để đốt cháy. Một số động cơ cũ, đặc biệt là Mercedes, được thử nghiệm bởi những người có đam mê mà không có bất kỳ chuyển đổi nào, một số ít các trình điều khiển đã có những thành công nhất định trước đó với động cơ "Pumpe Duse" VW TDI và các loại động cơ tương tự khác với hệ thống phun nhiên liệu trực tiếp. Một số công ty, chẳng hạn như Elsbett hoặc Wolf, đã phát triển các bộ chuyển đổi chuyên nghiệp và cài đặt thành công hàng trăm bộ trong số những thập kỷ qua.
Dầu và chất béo có thể được hydro hóa để cung cấp thay thế diesel.Sản phẩm thu được là một hydrocarbon mạch thẳng với số cetane cao, ít chất thơm và lưu huỳnh và không chứa oxy. Dầu hydro hóa có thể được trộn với dầu diesel theo mọi tỷ lệ. Chúng có nhiều ưu điểm hơn dầu diesel sinh học, bao gồm hiệu suất tốt ở nhiệt độ thấp, không có vấn đề ổn định lưu trữ và không nhạy cảm với vi khuẩn tấn công.

### Ete Sinh Học
Ete sinh học (được gôi là nhiên liệu Ete hoặc Nhiên liệu oxy hóas) có hiệu quả về kinh tế hợp chất hoạt động như chất tăng cường xếp hạng octane. "Các chất sinh học được tạo ra bởi phản ứng của các phản ứng iso-olefin, chẳng hạn như iso-butylen, với ethanol sinh học." Bioethers are created by wheat or sugar beet. Chúng cũng tăng cường hiệu suất động cơ, đồng thời giảm đáng kể độ hao mòn động cơ và khí thải độc hại. Mặc dù ete sinh học có khả năng thay thế ete từ xăng dầu ở Anh, rất có khả năng chúng sẽ trở thành một nhiên liệu do chính nó do mật độ năng lượng thấp. Greatly reducing the amount of ground-level ozone emissions, they contribute to air quality.
Khi nói đến nhiên liệu vận chuyển có sáu phụ gia ete: dimethyl ether (DME), dietyl ete (DEE), metyl teritiary-butyl ether (MTBE), etyl  ter  - butyl ether (ETBE), ter  - amyl metyl ete (TAME), và  ter  - amyl etyl ether (TAEE).
The European Fuel Oxygenates Association (EFOA) tín dụng methyl Ttertiary-butyl ether (MTBE) và ethyl ter-butyl ether (ETBE) như là các ete được sử dụng phổ biến nhất trong nhiên liệu để thay thế chì. Ete được giới thiệu ở châu Âu vào những năm 1970 để thay thế hợp chất độc hại cao.. Mặc dù người châu Âu vẫn sử dụng phụ gia sinh học ether, Mỹ không còn có một yêu cầu oxy hóa do đó ete sinh học không còn được sử dụng như là phụ gia chính của nhiên liệu.

### Khí sinh học

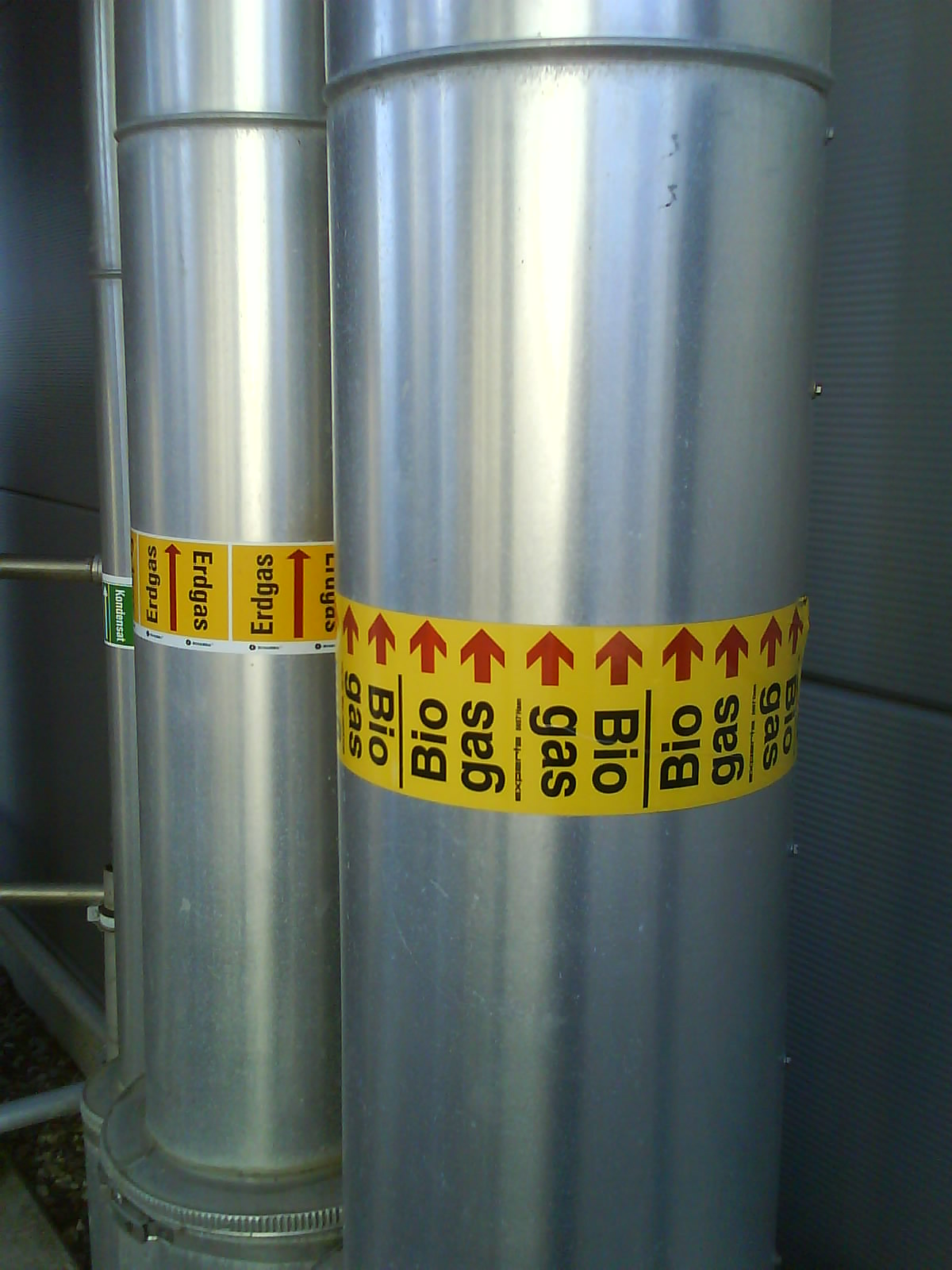
Pipes carrying biogas

Khí sinh học là metan được tạo ra bởi quá trình kỵ khí yếm khí của vật liệu hữu cơ bởi các vi khuẩn kị khí. Nó có thể được sản xuất hoặc có nguồn gốc từ vật liệu của các chất thải phân hủy sinh học hoặc bằng cách sử dụng sinh khối được đưa vào bể mê-tan để bổ sung năng suất khí. Các sản phẩm phụ rắn, tiêu hóa, có thể được sử dụng làm nhiên liệu sinh học hoặc phân bón.
Biogas có thể được thu hồi từ hệ thống xử lý chất thải xử lý sinh học cơ học. Khí bãi rác, một dạng khí sinh học kém sạch hơn, được tạo ra trong các bãi chôn lấp thông qua quá trình tiêu hóa kỵ khí tự nhiên. Nếu nó thoát ra ngoài khí quyển, nó sẽ trở thành một loại khí nhà kính tiềm tàng.
Nông dân có thể sản xuất khí sinh học từ phân chuồng trong gia súc của họ bằng cách sử dụng các chất khử khí kỵ khí.

### Khí tổng hợp
Khí tổng hợp, là một hỗn hợp của carbon monoxit, hydro và các hydrocarbon khác, được tạo ra bởi quá trình cháy một phần sinh khối, đó là đốt cháy với một lượng oxy không đủ để chuyển đổi sinh khối hoàn toàn thành carbon dioxide và nước. Trước khi đốt một phần, sinh khối khô và đôi khi nhiệt phân. Hỗn hợp khí thu được, khí tổng hợp, hiệu quả hơn đốt trực tiếp nhiên liệu sinh học ban đầu; nhiều năng lượng chứa trong nhiên liệu được chiết xuất.
Khí tổng hợp có thể được đốt trực tiếp trong động cơ đốt trong, tuabin hoặc pin nhiên liệu nhiệt độ cao. The wood gas generator, một lò phản ứng khí hóa bằng gỗ, có thể được kết nối với một động cơ đốt trong.
Khí tổng hợp có thể được sử dụng để sản xuất methanol, DME và hydro, hoặc được chuyển đổi qua quy trình Fischer-Tropsch để sản xuất nhiên liệu thay thế diesel hoặc hỗn hợp rượu có thể được pha trộn thành xăng. Khí hóa thường dựa trên nhiệt độ lớn hơn 700 °C.
Khí hóa thấp hơn là lí tưởng khi đồng sản xuất than sinh học, nhưng kết quả trong khí tổng hợp bị ô nhiễm với tar.

### Nhiên liệu sinh khối rắn
Ví dụ bao gồm gỗ, mùn cưa, cỏ trang trí, rác sinh hoạt, than củi, rác thải nông nghiệp, không phải thực phẩm cây trồng lấy năng lượng, và phân súc vật khô.
Khi sinh khối rắn đã ở dạng thích hợp như củi, nó có thể đốt cháy trực tiếp trong bếp hoặc lò để cung cấp nhiệt hoặc tăng hơi. Khi sinh khối rắn ở dạng chưa phù hợp (như mùn cưa, dăm gỗ, cỏ, gỗ thải đô thị, dư lượng nông nghiệp), quá trình điển hình là làm tăng mật độ sinh khối. Quá trình này bao gồm nghiền sinh khối thô thành kích thước hạt thích hợp (được gọi là hogfuel), tùy thuộc vào loại đầm lầy, có thể từ Bản mẫu:Chuyển đổi, sau đó được cô đặc thành một sản phẩm nhiên liệu. Các quy trình hiện tại tạo ra viên gỗ, hình khối, hoặc bóng băng Quá trình pellet là phổ biến nhất ở châu Âu, và thường là một sản phẩm gỗ nguyên chất. Quá trình thành hạt là quá trình phổ biến nhất ở châu Âu, và thường là một sản phẩm gỗ nguyên chất. Các loại khác có mật độ có kích thước lớn hơn so với một viên và tương thích với một loạt các nguyên liệu đầu vào. Nhiên liệu được gia tăng hiệu quả dễ dàng hơn để vận chuyển và đưa vào hệ thống tạo nhiệt, chẳng hạn như nồi hơi.
Mùn cưa, vỏ cây và khoai tây chiên đã được sử dụng trong nhiều thập kỷ cho nhiên liệu trong quy trình công nghiệp; ví dụ bao gồm ngành công nghiệp giấy và bột giấy và ngành công nghiệp mía đường. Nồi hơi trong phạm vi của 500.000 lb / giờ hơi nước, và lớn hơn, đang hoạt động thường xuyên, sử dụng lò đốt, máy rải rác, đốt treo và đốt cháy chất lỏng. Các tiện ích tạo ra năng lượng, thường trong phạm vi từ 5 đến 50 MW, sử dụng nhiên liệu có sẵn tại địa phương. Các ngành công nghiệp khác cũng đã lắp đặt nồi hơi đốt nhiên liệu bằng gỗ và máy sấy ở những khu vực có nhiên liệu chi phí thấp.
One of the advantages of solid biomass fuel is that it is often a byproduct, residue or waste-product of other processes, such as farming, animal husbandry and forestry. Về lý thuyết, điều này có nghĩa là sản xuất nhiên liệu và thực phẩm không cạnh tranh về tài nguyên, mặc dù điều này không phải luôn luôn như vậy.
Một vấn đề với việc đốt cháy nhiên liệu sinh khối rắn là nhiên liệu này tỏa ra một lượng đáng kể chất gây ô nhiễm, chẳng hạn như hạt và polycyclic aromatic hydrocarbon. Ngay cả nồi hơi viên hiện đại cũng tạo ra nhiều chất gây ô nhiễm hơn so với lò hơi đốt dầu hoặc khí tự nhiên. Viên nén làm từ dư lượng nông nghiệp thường tồi tệ hơn các viên gỗ, tạo ra lượng khí thải lớn hơn nhiều dioxin và chlorophenol.
Một nhiên liệu có nguồn gốc là than sinh học, được sản xuất từ sinh khối nhiệt phân. Than sinh học làm từ chất thải nông nghiệp có thể thay thế cho than củi. Do lượng gỗ dự trữ trở nên khan hiếm, phương án này đang hiệu quả hơn. Ở miền đông Cộng hòa Dân chủ Congo, ví dụ than bánh sinh khối đang được bán trên thị trường như là một thay thế cho than để bảo vệ Vườn quốc gia Virunga từ phá rừng liên kết với than sản xuất.

## Theo vùng

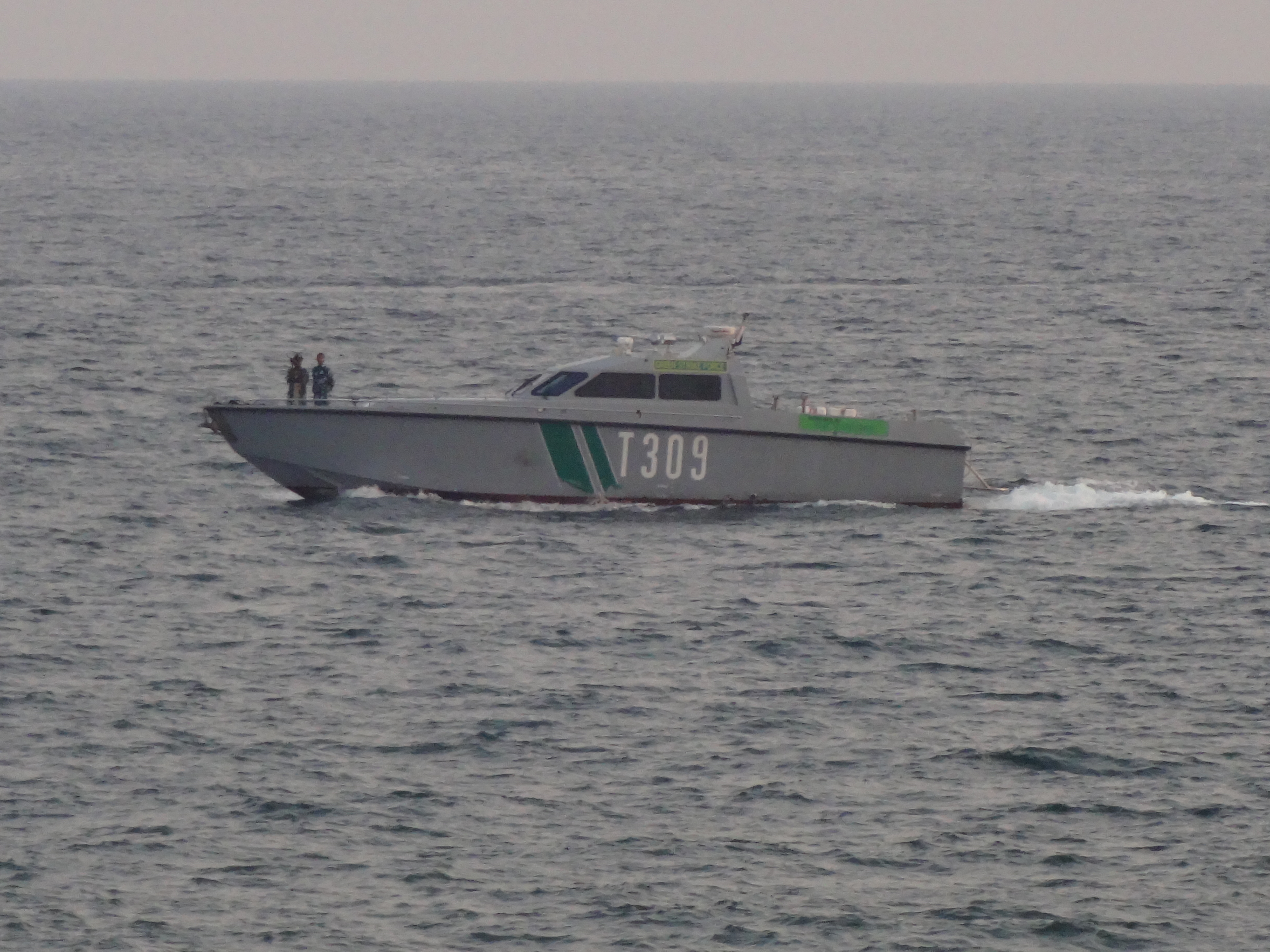
Bio Diesel Powered Fast Attack Craft Of Indian Navy patrolling during IFR 2016.The green bands on the vessels are indicative of the fact that the vessels are powered by bio-diesel

Có các tổ chức quốc tế như IEA Bioenergy, đã được thành lập vào năm 1978 bởi OECD Cơ quan Năng lượng Quốc tế (IEA), với mục tiêu cải thiện hợp tác và trao đổi thông tin giữa các quốc gia có chương trình quốc gia về nghiên cứu, phát triển và triển khai năng lượng sinh học. Diễn đàn nhiên liệu sinh học quốc tế Liên Hợp Quốc được thành lập bởi Brazil, Trung Quốc, Ấn Độ, Pakistan, Nam Phi, Hoa Kỳ Hoa và Ủy ban châu Âu. Các nhà lãnh đạo thế giới về phát triển và sử dụng nhiên liệu sinh học là Brazil, Hoa Kỳ, Pháp, Thụy Điển và Đức. Nga cũng có 22% diện tích rừng trên thế giới, và là một nhà cung cấp sinh khối lớn (nhiên liệu sinh học rắn). Năm 2010, nhà sản xuất giấy và bột giấy của Nga, Vyborgskaya Cellulose, cho biết họ sẽ sản xuất bột viên có thể được sử dụng trong nhiệt và phát điện từ nhà máy ở Vyborg vào cuối năm. Nhà máy cuối cùng sẽ sản xuất khoảng 900.000 tấn bột viên mỗi năm, khiến nó trở thành nhà máy lớn nhất trên thế giới khi đi vào hoạt động.
Nhiên liệu sinh học hiện chiếm 3,1%  tổng nhiên liệu vận tải đường bộ ở Anh hoặc 1,440 triệu lít. Đến năm 2020, 10% năng lượng được sử dụng trong giao thông đường bộ và đường sắt của Anh phải đến từ các nguồn tái tạo - điều này tương đương với việc thay thế 4,3 triệu tấn dầu hóa thạch mỗi năm. Nhiên liệu sinh học thông thường có khả năng sản xuất từ 3,7 đến 6,6% năng lượng cần thiết cho vận chuyển đường bộ và đường sắt, trong khi nhiên liệu sinh học tiên tiến có thể đáp ứng tới 4,3% mục tiêu nhiên liệu vận chuyển tái tạo của Anh vào năm 2020.

## Ô nhiễm Không khí
Nhiên liệu sinh học tương tự như nhiên liệu hóa thạch trong đó nhiên liệu sinh học góp phần vào ô nhiễm không khí. Đốt tạo ra carbon dioxide, cacbon trong không khí hạt, carbon monoxit và nitơ oxit s. The WHO estimates 3.7 million premature deaths worldwide in 2012 due to air pollution. Brazil đốt cháy một lượng đáng kể nhiên liệu sinh học ethanol. Các nghiên cứu về khí sắc kí được thực hiện ở không khí xung quanh ở São Paulo, Brazil và so sánh với Osaka, Nhật Bản, không đốt cháy nhiên liệu ethanol. Formaldehyde khí quyển cao hơn 160% ở Brazil, và Acetaldehyde cao hơn 260%.
Cơ quan bảo vệ môi trường đã thừa nhận trong tháng 4 năm 2007 rằng việc sử dụng ethanol sinh học ngày càng tăng sẽ dẫn đến chất lượng không khí tồi tệ hơn. Tổng lượng phát thải các chất gây ô nhiễm không khí như các oxit nitơ sẽ tăng lên do việc sử dụng ethanol sinh học ngày càng tăng. Có sự gia tăng khí carbon dioxide từ việc đốt các nhiên liệu hóa thạch để sản xuất nhiên liệu sinh học cũng như nitơ oxit từ đất, mà rất có thể được xử lý bằng phân bón nitơ. Nitrous oxide được biết là có tác động lớn hơn lên bầu khí quyển liên quan đến sự nóng lên toàn cầu, vì nó cũng là một tàu khu trục ozone.